# Bősárkány
Bősárkány is een plaats (község) en gemeente in het Hongaarse comitaat Győr-Moson-Sopron. Bősárkány telt 2213 inwoners (2001).